# Фрезероструминний млин

Фрезероструминний млин. Фото.

Фрезерноструминний млин — пристрій призначений для приготування бурових розчинів з грудкових або порошкоподібних глин, приготування природних промивних рідин з м'яких гірських порід, обважнених бурових розчинів і регулювання їх параметрів.
Фрезерно-струминний млин (рис.) складається з: лопатевого ротора, приймального бункера, запобіжної плити, диспергуючої рифленої плити, пастки, лотка для відведення розчину.
Глинопорошок або грудкова глина, з допомогою транспортної стрічки, а вода через перфоровану трубу, подаються у приймальний бункер. Рухомий щиток регулює подачу глинопорошку і обмежує граничний розмір грудок глини, які можуть потрапити з бункера у внутрішню частину корпусу. Електродвигун змінного струму з великою частотою обертає ротор, який закріплюють на валу. Лопаті, захоплюючи частинки глини, які зсуваються із запобіжної плити, з великою силою кидають її на рифлену плиту.